# Dilta
Dilta és un gènere d'insectes arqueògnats a la família Machilidae. Són insectes esvelts, sense ales, i presenten colors pàl·lids, sovint clapejats.
Es troben típicament al terra en llocs de molta vegetació. Les espècies de Dilta estan restringides a Europa occidental i a parts del nord d'Àfrica.

## Taxonomia
- Dilta altenai
- Dilta bitschi
- Dilta chateri
- Dilta concolor
- Dilta denisi
- Dilta femina
- Dilta geresiana
- Dilta heteropalpa
- Dilta hibernica
- Dilta insulicola
- Dilta isomorpha
- Dilta italica
- Dilta littoralis
- Dilta lundbladi
- Dilta machadoi
- Dilta maderiensis
- Dilta minuta
- Dilta saxicola
- Dilta similis
- Dilta spinulopalpa
- Dilta spinulosa